# شوگرلند (تگزاس)

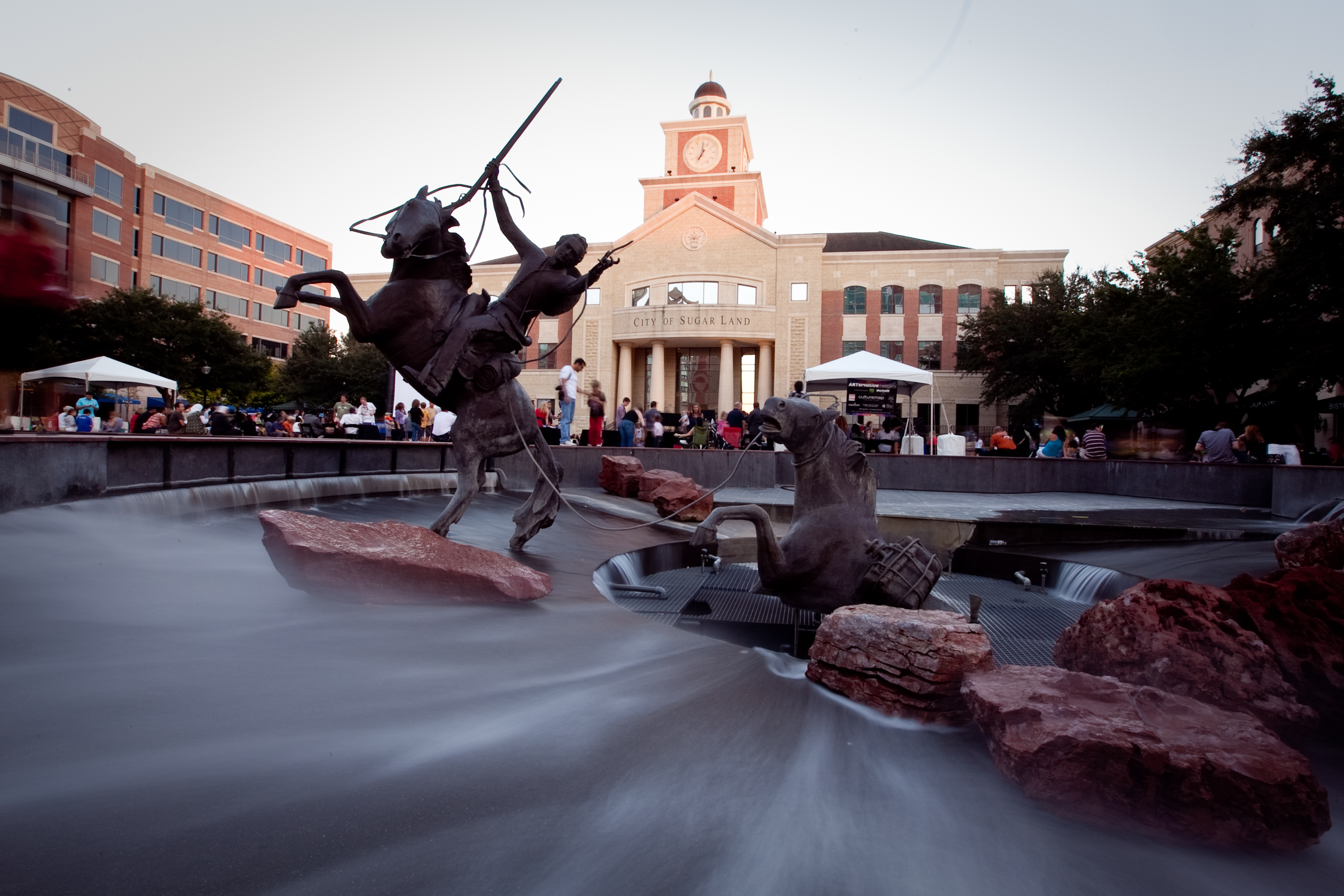

شوگرلند (به انگلیسی: Sugar land) شهری است در ایالت تگزاس از کشور ایالات متحده آمریکا.
این شهر حومه‌ایست از هیوستون.